# Sougé-le-Ganelon
Sougé-le-Ganelon település Franciaországban, Sarthe megyében. Lakosainak száma 832 fő (2022. január 1.). Sougé-le-Ganelon Assé-le-Boisne, Douillet, Saint-Georges-le-Gaultier, Saint-Léonard-des-Bois és Saint-Paul-le-Gaultier községekkel határos.

## Népesség
A település népessége az elmúlt években az alábbi módon változott:
| Lakosok száma | 887  | 905  | 923  | 901  | 883  | 865  | 847  | 837  | 832  |
|               | 2013 | 2015 | 2016 | 2017 | 2018 | 2019 | 2020 | 2021 | 2022 |